# Abborfors gård
Abborfors gård (finska: Ahvenkosken kartano) är en herrgård i Pyttis i södra Finland. Gården ligger i Kymmenedalen nära Kymmene älv. Den nuvarande huvudbyggnaden är uppförd av generalmajoren Johan Henrik Clayhills mellan 1892 och 1894.
Abborfors gård är skyddad enligt lag som en kulturhistoriskt värdefull byggnad.

## Historia
En handels- och laxfiskeplats uppstod under medeltiden vid Abborrfors i Kymmenedalens västra arm. På 1300-talet tillhörde fiskeplatsen Åbobiskoparna men biskopsgården i Abborfors drogs in till kronan och förlänades till slottsfogden i Viborg Jakob Hästesko år 1561. Till gården hörde Abborfors by som förstördes av ryssarna på 1570-talet. Den nuvarande byggnaden på Abborfors byggdes när huvudbyggnaden från 1700-talet brann upp 1859.

### Arkitektur
En ekallé leder till gården från Kungsvägen. Abborfors gårds villaliknande huvudbyggnad ritades av Carl C:son Armfelt och byggnaden fick sitt nuvarande utseende med torn och öppna verandor 1892–1894. Också sädesmagasinet och det tidigare stallet norr om huvudbyggnaden är troligen ritade av Armfelt. Båda byggnaderna är byggda i gråsten. Gårdens trädgård är ritad av Paul Olsson.